# USS Abraham Lincoln (CVN-72)
USS Abraham Lincoln (CVN-72) é um super-porta-aviões de propulsão nuclear norte-americano da classe Nimitz.
É o segundo navio da Marinha dos Estados Unidos, que recebe o nome do décimo sexto presidente norte-americano Abraham Lincoln.
|  |